# Mária Lujza Sarolta hessen–kasseli hercegnő
Mária Lujza Sarolta hessen–kasseli hercegnő (Koppenhága, 1814. május 9. – Lenggries, 1895. július 28.) Lujza Sarolta dán hercegnő és Vilmos hessen-kasseli herceg lánya. Születése jogán a Hessen–Kasseli-ház tagja, de Frigyes Ágost anhalt-dessaui herceggel való házassága után Anhalt-Dessau hercegnője is lett.
Dán, német, angol és norvég ősökkel is rendelkezik.